# هیلارد
هیلارد (به هلندی: Hijlaard) یک منطقهٔ مسکونی در هلند است که در لیتنسرادیل واقع شده‌است. هیلارد ۲۹۷ نفر جمعیت دارد.